# Konstancin-Jeziorna
Konstancin-Jeziorna (udtale: [kɔnˈstaɲt͡ɕin jɛˈʑɔrna]) er en by der ligger i det østlige, centrale Polen, i den centrale del af voivodskabet Masovien (Województwo mazowieckie) og har 17.157(2021) indbyggere og et areal på		17,1  km². Den er en del af powiatet (amt) Piaseczno. Konstancin-Jeziorna ligger omkring 20 km syd for  Warszawas og er en del af hovedstadsområdet.
Konstancin-Jeziorna  var en kurby fra det 19. århundrede, ligger på den administrative grænse til hovedstaden Warszawa. Byen er kendt for sine historiske villaer samt nybyggede palæer, et indkøbscenter i en restaureret mølle fra det 19. århundrede og er hjemsted for den amerikanske skole i Warszawa.